# Pite-Rönnskär
Pite-Rönnskär är en ö i Bottenviken inom Byske socken, Skellefteå kommun, Västerbottens län på gränsen till Norrbottens län.
På ön finns ett kapell som byggdes 1771 för de fiskare som hade hus i fiskeläget. 1821 blev Pite-Rönnskär en lotsstation, och 1849 byggdes en lotsstuga på ön. Det finns ett drygt 30-tal fritidshus på ön, vilka tidigare var bostäder för fiskare och deras familjer under fiskesäsongen.

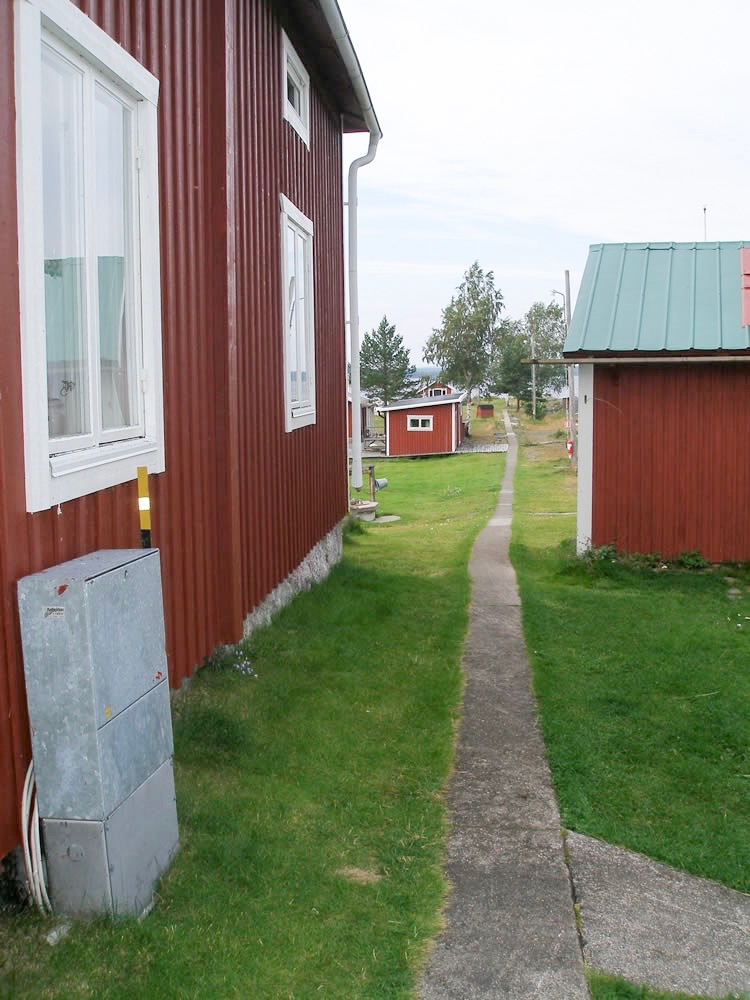
Gångväg mellan de gamla fiskestugorna på Pite-Rönnskär

Det finns i dagsläget ingen reguljär båttrafik till ön, men hamnen erbjuder gästplats vid kaj och fast brygga för cirka dussinet båtar mot avgift. Där finns färskvatten, elektricitet, torrdass, grillplatser och strövstigar. Ön har under det senaste årtiondet haft ett sommaröppet Café & Vandrarhem i den gamla Fyrvaktmästarbostaden, men det återstår att se om huvudmannen (Skellefteå Kommun) kan hitta någon som driver det vidare inför säsongen 2023.[uppföljning saknas]

## Fyr
På ön finns fyren Pite-Rönnskär som är en heidenstamfyr. Fyren flyttades till ön 1905 från Sandhammaren i Skåne där den varit en av två identiska fyrar på platsen. Den är med sina 37 meter den tredje högsta fyren i Sverige och rikets högsta järnfyr. Fyrplats hade dock funnits sedan 1880 då en mindre fyr placerades invid en husgavel. 1970 togs fyren ur bruk eftersom man ansåg att den modernare fyren Nygrån var tillräcklig ur säkerhetssynpunkt. Efter visst reparationsarbete togs fyren 2005 åter i bruk av sommarboende på ön som occas-fyr, med avsikt att hålla den tänd tillfälligt under vår och höst. Under 2021 demonterades & sanerades den gamla kvicksilverlagringen av Sjöfartsverket. För närvarande[när?] arbetar frivilliga krafter på ön med att försöka uppdatera lagringen i rotationsdrivningen med förhoppningen att fyren ska få skina igen. Den fresnel-lins som använts från början, används fortfarande.

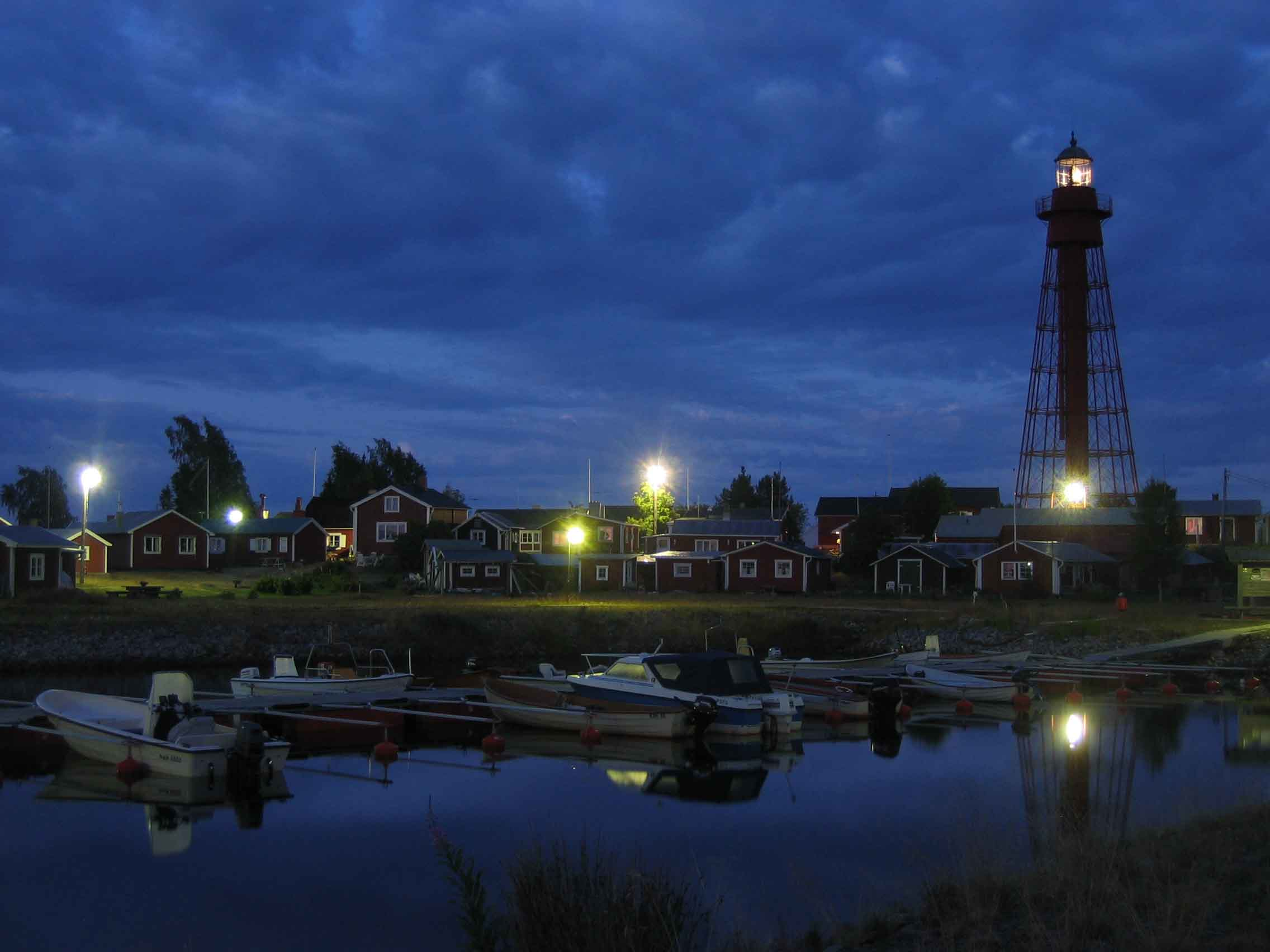
Hamn och lysande Fyr Pite-Rönnskär Okt 2006